# Jóvenes Titanes
Los Jóvenes Titanes (en inglés, Teen Titans), es un grupo de superhéroes, perteneciente a la editorial DC Comics, creado por el escritor Bob Haney y el dibujante Bruno Premiani, con la encarnación original, pero que recibió su formación actualizada y clásica, bajo el trabajo de Marv Wolfman y George Pérez. La primera encarnación del equipo de manera no oficial se estrenó en The Brave and the Bold Vol. 1 #54 (julio de 1964) en el que fueron conocidos inicialmente como una "Liga de la Justicia Junior", formado inicialmente por Robin (Dick Grayson), Kid Flash (Wally West), y Aqualad (Garth), siendo estos los jóvenes compañeros de algunos miembros de la Liga de la Justicia: Batman, The Flash II y Aquaman, respectivamente; asimismo, con la inclusión posterior de Wonder Girl (la hermana menor de Wonder Woman), y Roy Harper (Speedy), el protegido de Flecha Verde como miembros fundadores.
A lo largo de varias décadas, DC ha relanzado a los Teen Titans muchas veces, y ha incluido a una variedad de personajes que han aparecido como héroes en sus páginas. Las primeras incorporaciones más importantes al cuarteto original de los Titanes, fueron, Aquagirl (una antigua novia de Aqualad y compañera de Aquaman), Bumblebee, Hawk y Dove, y a otros héroes que no usaban disfraces: el boxeador Mal Duncan, la clarividente Lilith y el hombre de las cavernas Gnarrk. Un punto culminante de la serie, tanto crítica como comercialmente, fue su famosa historia titulada The Judas Contract (El Contrato de Judas, una historia de traiciones y engaños que por poco logra acabar con el equipo, y que haría el debut de uno de sus villanos más recurrentes y antihéroes más famosos de DC Comics, Deathstroke), en la que el equipo es traicionado por su nueva miembro, llamada Terra (la hermanastra del héroe conocido como Geo-Force) y el ya mencionado archienemigo Deathstroke, ya que este último se involucró debido a la previa aparición de su fallecido hijo Grant Wilson, alias Ravager.
Las historias narradas durante la década de 2000 introdujo un nuevo equipo radicalmente diferente de Teen Titans originales y la encarnación de los años 80, compuesto por las nuevas caras y compañeros de los héroes clásicos de DC Comics, como al nuevo Robin (Tim Drake), Wonder Girl (Cassie Sandsmark) y Kid Flash (Bart Allen), asimismo, a clon de Superman, conocido como Superboy (Kon- El). Estos mismos, ya tuvieron una aparición previamente, en la serie de historietas conocida como Young Justice, un equipo que sirvió de revival de los Titanes y un nuevo concepto más juvenil para el final de los años 90 y comienzos del 2000. Más adelante, se incluirán otras adiciones destacadas para esta época, como la inclusión de una marciana blanca, proveniente del mismo planeta del Detective Marciano, a la que posteriormente adoptó como parte de su familia adoptiva, y a pesar de que provenía de la raza sanguinaria enemiga de John John'zz, los marcianos blancos, conocida como Miss Martian, la antiheroína e hija de otro matrimonio de Deathstroke, conocida como Ravager (Rose Wilson), a la inclusión por primera vez de la prima de Superman, Supergirl (Kara Zor-El) y al nuevo Blue Beetle (Jaime Reyes). Al mismo tiempo, DC lanzaba otra serie titulada Titanes, que presentaba en su formación algunos de los miembros originales y de los años ochenta en su versión adulta, liderados por Dick Grayson en su personaje adulto como Nightwing. Más tarde, Una nueva versión posterior al reinicio de Los Nuevos 52, DC introdujo a unos nuevos personajes en la lista de miembros para refundar al equipo con nuevos miembros y el origen del mismo, como es el caso de Solstice, (a quién vimos anteriormente en el equipo de Justicia Joven) y el primer héroe titán gay, Búnker (Miguel José Barragán), Skitter (Celine Patterson) y a una nueva versión de Power Girl, llamada Tanya Spears (joven genio adolescente protegida de la Power Girl original), aunque este nuevo volumen resultó comercialmente decepcionante para DC Comics. En 2016, DC utilizó las historias de la miniserie Titans Hunt y DC: Renacimiento para restablecer a los miembros fundadores originales y a la historia del equipo, reuniendo a los héroes clásicos como los Titanes, mientras que se presentaba una nueva generación de Jóvenes Titanes dirigidos por el actual Robin (Damian Wayne) junto con el nuevo Aqualad II (Jackson Hyde) y el actual Kid Flash III (Wally West II, un primo afroamericano, del Wally West pelirrojo, y cuyo padre es un supervillano conocido como Flash Reverso, alias Daniel West).
Los personajes, aunque tuvieron una breve aparición como segmentos de la serie animada de La Hora de Superman/Aquaman con la aparición de los Titanes originales en 3 cortos de 1967, además de disfrutar de una serie animada entre 2003 a 2006, unos cortos de DC Nation (New Teen Titans), y una serie parodia de la primera serie del 2003, el spin-off conocido como los Teen Titans Go!, En 2018 se espera el primer estreno de una serie juvenil con actores reales, que originalmente se venía desarrollando para la cadena TNT, antes de pasar la producción al servicio de Streaming de DC Comics y The CW. Asimismo, sus personajes e historias también fueron adaptadas en parte en la serie animada de 2010 Young Justice, que resultó la mezcla del cómic de Justicia Joven de 1999 y los Teen Titans tradicionales y sus sucesores, y que se ambientaba en un universo paralelo del Multiverso DC llamada, Tierra-12. Dentro de DC Comics, los Teen Titans han sido un equipo influyente, con personajes que han tenido un papel destacado en todas las principales historias crossover de la compañía. Muchos de sus personajes que han sido desarrollados como villanos para los Titanes han asumido desde entonces un papel más grande dentro del universo ficticio de la editorial, como es el caso de Deathstroke, el demonio Trigon y la organización malvada conocida como H.I.V.E., asimismo, hasta el mismísimo Hermano Sangre.

## Historia sobre su publicación

### Pre-crisis
Posteriormente, el grupo hizo su primera aparición con el nombre de "Teen Titans", en las páginas de The Brave and the Bold Vol. 1 #60 (julio de 1965), donde hizo su debut la hermana menor de Wonder Woman Wonder Girl (Donna Troy). Asimismo, el último miembro fundador, Speedy (Roy Harper), el compañero de Flecha Verde, se incorporarían a la alineación más tarde.
En algunas ocasiones son llamados como Titanes o Los Nuevos Titanes, según la encarnación y conformación de sus miembros, o la división del mismo en diferentes equipos, al ser el resultado de la reunión de los jóvenes ayudantes de prestigiosos personajes de la Liga de la Justicia, tales como Batman, Aquaman, Wonder Woman, Flecha Verde y Flash respectivamente, como son Kid Flash, Wonder Girl, Robin/Nightwing (en el caso de Dick Grayson y sus siguientes portadores del manto de Robin), Aqualad/Tempest y Speedy|Speedy/Arsenal, como los fundadores originales, así como la encarnación que hasta nuestros días es la formación más clásica y representativa del equipo, en donde se incluyeron personajes propios, como Raven, Lilith/Omen, Bumblebee, Cyborg, Guardian/Herald/Vox y la extraterrestre tamareana Starfire, que estos últimos no estaban directamente relacionados con los fundadores.

#### La era exitosa con Marv Wolfman y George Perez (Pre-Crisis y Post-Crisis)
Mientras que apenas fue un éxito modesto con la encarnación fundadora, la serie se convirtió en un gran éxito con su renacimiento en la década de 1980, bajo la dirección del escritor y artista de Marv Wolfman y George Pérez. En 1980, los dos relanzaron al equipo como Los Nuevos Jóvenes Titanes (en inglés, The New Teen Titans, tomando en cuenta el título de la serie en curso), llevando a los personajes originales a madurarlos hasta la edad adulta, siendo todavía jóvenes y con un nivel de narración con historias un poco más complejas de lo que solían ser en sus primeros días, y que fue una exploración con un carácter inaudito para DC Comics en esa época. Como anteriormente se menciona, a los miembros originales como Robin, Wonder Girl, y Kid Flash se unirán nuevos personajes sin un pasado ligado a un superhéroe, como lo son: Cyborg, Starfire y Raven, asimismo, integrarían quizás la excepción a la regla, como a un exmiembro de la Doom Patrol, Beast Boy, bajo el nombre clave de Changeling. Estos Titanes tendrán varios encuentros con los Titanes originales de la mitología griega, en particular con Hiperión. La serie sería retitulada como Tales of the Teen Titans Vol. 1 #41 (abril de 1984) y Pérez dejaría la serie en 1985 para encabezar la macroserie limitada de DC Comics, Crisis en las Tierras Infinitas. Posteriormente, tras los eventos de la Crisis, la serie de volvería a retitular, como The New Titans, con la edición #50 (diciembre de 1988), y finalmente se cancelaría este título cancelado en febrero de 1996 luego que después lograse 130 números.

### Post-Hora Cero
La serie fue relanzado como Teen Titans para el mes octubre de 1996, con una larga lista miembros nuevos, esta vez, bajo la tutoría de una rejuvenecida figura del profesor Ray Palmer, conocido como Atom (Ray Palmer), que producto de un experimento, experimentó por un tiempo de nuevo la adolescencia, sin embargo, esta serie sería cancelada en septiembre de 1998 después de 24 números. Posteriormente, saldría una miniserie de 3 números crossover, titulada, JLA/Titanes: El Imperativo Technis (diciembre de 1998-febrero de 1999), que condujo hacia el mes de marzo de 1999 el debut de una versión adulta de Los Titanes, una serie que fue encarnada con una vasta selección de antiguos miembros de los Titanes de cada encarnación que ha tenido el equipo, y duró alrededor de 50 números hasta el mes de abril de 2003. Posteriormente, llegaría un tercer volumen, titulada, Teen Titans siendo publicada entre septiembre de 2003 y el mes de octubre del 2011, con el regreso a la formación con Cyborg, Starfire, (con la figura paterna de mentores) a excepción de Chico Bestia y Raven (una versión rejuvenecida luego de sus años de lucha contra Trigon) que llegaron como reclutas (cuya formación en el grupo era la misma de la década de 1980), pero que en esta ocasión, incluyeron a los antiguos miembros de Justicia Joven, como el tercer Robin (Tim Drake), Wonder Girl (Cassie Sandsmark) y Kid Flash (Bart Allen) (y que con anterioridad había formado parte de una encarnación anterior de los Titanes cuando tenía el nombre clave de Impulse), así como el clon de Superman, Superboy (Conner Kent), y que este último venía de formar también del Proyecto CADMUS y reconocido por la historia de La muerte de Superman y el Reino de los Supermanes. Para el año 2006, este equipo incluía a sólo los miembros más jóvenes y con algunas nuevas incorporaciones, luego de que Starfire y Cyborg abandonaron momentáneamente el equipo, para reagruparse dentro de una nueva serie simultánea, en un segundo volumen titulado Titans, publicado desde abril de 2008 hasta octubre del 2011, en el que se incluía algunos Titanes "clásicos" mencionados anteriormente de la etapa de 1980, incluyendo a sus fundadores, como fue el caso de Dick Grayson (Nightwing), Donna Troy (Troia), Wally West (The Flash), Garth (Tempest), y Roy Harper (Arsenal/Red Arrow), respectivamente.

#### Los Cómics basados en las series de televisión sobre el equipo
Cartoon Network a su vez, produjo una serie animada entre 2003 a 2006, titulada Jóvenes Titanes, y que obvias razones de marketing, DC Comics produjo una serie de historietas basadas en dicha serie animada, bajo el título de Teen Titans Go!, y que curiosamente, seguía los argumentos de la serie de TV, y en dicho cómic, seguía asimismo a la encarnación del equipo presentada en la TV y vinculada a la formación de las historietas de los años 80, pero apartándose de la continuidad de la serie animada de alguna manera; Asimismo, seguiría el spin-off televisivo, un sitcom, titulado, Los Jóvenes Titanes en Acción, convirtiéndose en una autoparodia de sus aventuras y una crítica hacia la cultura pop, además, recibió un cómic digital basado en esta nueva serie, titulada al igual que el cómic anterior de la serie original, pero basada ahora en la serie spin-off. Asimismo, de manera paralela, existió un cómic dedicado a los niños más pequeños, con historias infantiles, titulada, Tiny Titans

## Historia

### Los miembros originales (Pre-Crisis):Teen Titans Vol.1(1964-1970; 1973-1978)
Robin (Dick Grayson), Kid Flash (Wally West) y Aqualad se encuentran en la ciudad Hatton Corners en medio de un conflicto entre adultos y adolescentes. Aquí, los tres héroes (sin hacerse todavía el nombre como Teen Titans) se unieron para derrotar a un villano llamado Mister Twister, que se encontraba controlando el clima, en una historia titulada, "Las mil y una condenas de Mister Twister", dividido en tres capítulos:
- "Parte I: Las Mil y una condenas de Sr. Twister"
- "Parte II: Ciudad sin Jóvenes Adolescentes"
- "Parte III: El pueblo que no morirá"

Esta historia ocurre en las páginas del cómic The Brave and the Bold Vol. 1 # 54 (julio de 1964) escrita por Bob Haney y el artista Bruno Premiani. A pesar de esta premisa, finalmente se ganaron el nombre de los "Teen Titans" en las páginas de The Brave and the Bold Vol. 1 #60 (julio de 1965), en la que por fin se incluía a la hermana menor de Wonder Woman, Wonder Girl (Donna Troy). Después de aparecer en otra historia, en las páginas de Showcase Vol. 1 # 59 (diciembre de 1965), los Teen Titans se escindieron de las anteriores series, y empezaron a ser publicados en su propia serie, con la aparición del primer número de Teen Titans Vol. 1 # 1, escrito por el mismo Haney y el artista Nick Cardy.
La premisa original de la serie hizo que los Teen Titans ayudaban a los adolescentes y contestasen a sus llamados. La historiadora de historietas, Les Daniels señaló que Haney "tomó algunos elementos para el estilo de escritura que describió acerca de los Teen Titans como el Cuarteto cool o Los fabulosos Cuatro. El intento de llegar a la cultura juvenil sería posteriormente abrazada por parte de artistas como los Beatles y Bob Dylan, que dejó impresionado a algunos observadores". El compañero de Green Arrow, Speedy haría apariciones como invitado antes de que este último se uniese oficialmente al equipo en las páginas de los Teen Titans Vol. 1 #19. Aqualad tomaría un permiso de ausencia del grupo en ese mismo número, pero posteriormente, haría varias apariciones con invitados especiales, en ocasiones, con su novia Tula, conocida como Aquagirl. Neal Adams fue invitado a reescribir y volver a dibujar una historia de los Teen Titans que había sido escrita previamente por Len Wein y Marv Wolfman. La historia titulada, "¡Titanes encaran la batalla de Jericho!", Habría presentado al primer superhéroe afroamericano de DC, pero tuvo que ser rechazado por el editor, Carmine Infantino. La historia revisada finalmente apareció en las páginas de Teen Titans Vol. 1 #20 (marzo-abril de 1969). Wolfman y Gil Kane crearon un origen para Wonder Girl en las páginas de los Teen Titans Vol. 1 #22 (julio-agosto de 1969) y se presentó con su nuevo traje. Más tarde, la metahumana con poderes psíquicos Lilith Clay y Mal Duncan también se unirían al equipo. Más tarde, Beast Boy, proveniente de la Doom Patrol hizo una aparición como invitado, en busca de membresía, pero fue rechazada por ser demasiado joven en aquel momento; los héroes existentes Hawk y Dove, un dúo de hermanos adolescentes superpoderosos, aparecerían en el #21; y desplazado en el tiempo y cavernícola Gnarrk haría su aparición ayudando al equipo en dos historias.
La serie también exploró eventos como la tensión racial en el centro de una ciudad y protestas contra la Guerra de Vietnam. Una historia que comenzó con el número 25 (febrero de 1970) vio a los Titanes lidiar con la muerte accidental de un activista por la paz, lo que les llevó a reconsiderar sus métodos de acción contra el crimen. Como resultado, los Teen Titans abandonaron brevemente sus identidades para trabajar como desde sus identidades civiles, pero su esfuerzo fue rápidamente abandonado. En el camino, Aqualad dejó la serie y al equipo y se presentó al personaje conocido como el señor Júpiter, quién era el mentor y jefe de Lilith. Apoyó financieramente a los Titanes por un breve período. La serie sería cancelada con el #43 (enero-febrero de 1973).

#### El Renacimiento de 1973-1978
La serie se reanudaría con el #44 (noviembre de 1976). Las historias incluyeron la introducción de la superheroína afroamericana Bumblebee, asimismo, se presentó por primera vez un equipo secundario de apoyo, los "Titanes Este", en el que consistía de otro grupo de héroes Titanes adolescentes, donde encontraríamos a Betty Kane en su rol como Batgirl y al hijo terrícola descendiente de los Thanagarianos Hawkgirl y Hawkman, Golden Eagle y la introducción de La Hija del Joker (Duela Dent) en el #48. Este renacimiento fue efímero y la serie volvería a ser cancelada a partir del #53 (febrero de 1978), en el que se presentaba la historia de orígenes del equipo. Al final, se dieron cuenta de que, ahora a sus 20 años, habían superado su etapa como los "Jóvenes Titanes". En el último panel, sin hablar, se van por caminos separados.
El primer título sería reimpreso otra vez en 1999 como una historia de las páginas de los Teen Titans Vol. 2 Anual # 1, cuyo número fue publicado originalmente en 1967 (ISBN 1-56389-486-6), en un especial de un solo tomo, en el que se reimprimió las mejores historias de la Edad de Plata del equipo, especialmente seleccionada para un formato especial, con un estilo de impresión en páginas de 60 páginas gigante. Un anual de dicha serie también fue publicado en ese momento.

### La era más aclamada de los Titanes: Wolfman/Perez

#### Pre y Post-Crisis: New Teen Titans (1980-1996)
Con la continúa publicación de la revista de historietas DC Comics Presents, en el #26 apareció una segunda historia de dicha acerca de los Titanes en dicha serie, titulada, "Where Nightmares Begin!", se presentó a un nuevo equipo de Jóvenes Titanes, liderado por Robin, Wonder Girl y Kid Flash, y que continuaría su historia con el lanzamiento de una nueva serie, titulada como The New Teen Titans Vol. 1 #1 (noviembre de 1980). La serie, creada a partir de la renovación planteada por el escritor Marv Wolfman y el artista George Pérez, y que congregaría la mejor etapa del equipo, reintrodujo a Beast Boy como Changeling (exmiembro de la Doom Patrol), asimismo, introdujo a unos nuevos personajes, como Cyborg, la alienígena tamareana Starfire y la oscura empática Rachel Roth, conocida como Raven. Raven, una experta manipuladora de magia oscura, formaría al equipo para luchar contra su padre demoníaco Trigon el Terrible y con este equipo permanecerían unidos.
La relación laboral de Wolfman/Perez evolucionó rápidamente hasta el punto en que tramaban la serie conjuntamente. Wolfman en una entrevista relató una anécdota en el que dijo,

"Una vez que George se mudó a la misma ciudad en la que yo vivía, a solo cinco cuadras de distancia, por lo general nos juntabamos para almorzar y resolvíamos una historia en las siguientes horas. En muchos casos, me iba a casa y escribía una trama basada en ella, o a veces George tomaría la trama verbal que hicimos y la tomabá desde allí".

Los adversarios del equipo incluyeron, desde el villano asesino a sueldo, exmilitar, mercenario y antihéroe, Deathstroke el exterminador, un tipo contratado para matar a los Titanes, y para cumplir un trabajo que su hijo (Grant Wilson, que había aparecido previamente) no pudo completar, y que murió accidentalmente en batalla, lo que le causó tomar el trabajo como un ajuste de cuentas. Esto llevó a que quizás fuese la historia más notable de los Titanes para esta época. El "Contrato de Judas", historia publicada en 1984, en las páginas de Tales of the Teen Titans Vol. 1 # 42-44 y los Teen Titans Anual Vol. 2 #33 presentó a una niña psicópata, socialmente inestable, corrompida y traumatizada llamada Terra con el poder de manipular la tierra y todos los materiales relacionados con la con ella, especialmente los minerales magnéticos, y todo aquel campo magnético generado por la Tierra. Ella se presenta al infiltrarse en los Titanes para destruirlos desde dentro sirviendo como un chivo expiatorio para Deathstroke, al cual le envía información de sus fortalezas y debilidades, y los sistemas de seguridad de la Torre de los Titanes. La historia, "The Judas Contract" ganó el premio Comics Buyer's Guide Fan Award como la "Historia de historieta Favorita" en 1984, y luego se reimprimió como historieta limitada independiente en 1988 a manera de formato de novela gráfica. Por aquel momento, Robin adopta una nueva identidad como Nightwing, luego de establecer una conversación con Superman sobre un consejo de cómo ser un mejor héroe y que por el cual, luego de escuchar sobre los héroes kryptonianos Flamebird y Nightwing sobre el significado del papel que ejerció "Nightwing" en Superman y que lo adoptó Grayson para sí mismo, mientras que Wally West renuncia a su identidad como Kid Flash y se retira como miembro de los Titanes. También presentaría a nuevo miembro, llamado Jericho, (Joseph Wilson) y hermano de Grant Wilson, nada menos que otro hijo de Deathstroke, y de otro de los contrincantes de los Titanes, y exesposa de Deathstroke, Adeline Kane.
Otras historias notables de los New Teen Titans se destaca "Un día en la vida...", presentando un día en la vida personal de cada uno de los miembros del equipo; otra importante historia, es "¿Quién es Donna Troy?", en el que se presenta a Robin investigando los orígenes de Wonder Girl; asimismo, la historia "Estamos reunidos aquí hoy...", en donde se relata la historia de la boda de Donna Troy. Otra historia, contada en las páginas de Tales of the New Teen Titans, una historia de cuatro partes que contaron Wolfman y Pérez, y publicada en 1982, detalla con más detenimiento las historias de Cyborg, Raven, Changeling y a Starfire. Wolfman escribió dentro de la serie de los New Teen Titans acerca de la concientización sobre el uso de drogas ilegales y que se publicó en cooperación con la "Campaña Presidencial sobre el consumo de Drogas", que se publicó entre 1983 y 1984. El primer número de dicha historia fue escrito por Pérez y patrocinado por Keebler Company, la segunda historia fue ilustrada por Ross Andru y patrocinado por la American Soft Drink Industry, y la tercera historia, fue elaborado por Adrian Gonzales y financiado por IBM.

#### The New Teen Titans Vol. 2
La serie de los The New Teen Titans se relanzaría con un nuevo número #1 en agosto de 1984 como parte de una nueva iniciativa de DC informalmente llamada "Tapa dura/Tapa blanda". La serie de The New Teen Titans, junto a las series de la Legion of Super-Heroes' y Batman and the Outsiders, fueron los primeros y únicos títulos incluidos en esta iniciativa. Las mismas historias se publicaron dos veces, primero en una edición más cara con impresión de mejor calidad y en papel distribuido exclusivamente para ser vendido en tiendas de cómics especializadas, y luego se volvió a publicar un año después en su formato original, distribuido a los puestos de periódicos. El título pasaría a llamarse Tales of the Teen Titans con el número 41, mientras la nueva serie sería publicada al mismo tiempo y que se había titulado como The New Teen Titans Vol. 2 se lanzó con un nuevo #1, luego del lanzamiento de Tales of the Teen Titans Vol. 1 #44 y el Anual #3, dándole la conclusión de la historia de "The Judas Contract". Después de que ambos títulos se publicarán con nuevas historias durante un año, como sucedió con Tales of the Teen Titans Vol. 1 #45-58 se llevarían a cabo antes de los eventos de New Teen Titans Vol. 2 #1. Después de publicarse una historia de relleno reimprimida con una historia de una sola ocasión y con la original historia previa publicada en DC Comics Presents Vol. 1 #26, la serie comenzó a publicar los primeros #31 números de la serie bajo el esquema de "tapa dura" (sin varias historias de fondo, que estuvieron centradas en Tamaran que se publicaron en New Teen Titans Vol. 1 #14-18), la primera historia anual y principal del segundo anual, antes de ser cancelada en el número 91.
Con el nuevo número 1 de los New Teen Titans Vol. 2 generó controversia, cuando Grayson y Starfire fueron representados juntos en la cama teniendo relaciones, a pesar de que ya se había establecido por algún momento que ambos ya eran pareja. La historia inicial, "El terror de Trigon",, presentaba al padre demonio de Raven intentando hacerse cargo de su propia lucha por la Tierra, Raven pudo mantenerse bien a pesar de su sangre demoníaca de Trigon que corre dentro de ella. Pérez dejó la serie después del número 5. José Luis García-López continuó con la serie sustituyendo a Pérez como el artista del título, y posteriormente abandonaría, asimismo, Eduardo Barreto sucedió a García-López en el guion y escritura. Paul Levitz pasó también por la serie y se encargó de varios números como los que escribió de la saga Hermano Sangre, cuando Wolfman dejó la serie brevemente. Pérez regresaría temporalmente en el número 50, cuando la serie tomó el nombre Los New Titans sin el prefijo característico de "Teen", ya que los personajes ya no eran más adolescentes.
El número #50 contó con una nueva historia de origen retroactiva para Wonder Girl, y su vínculo con Wonder Woman había sido cortado debido a una serie de retcons creados luego de los acontecimientos de la Crisis en las Tierras Infinitas. Pérez esbozó los números #55, 57 y 60, mientras que solamente proporcionó los diseños para los números #58-59 y 61 con el artista Tom Grummett, terminando los lápices y Bob McLeod como el entintador. Pérez permaneció como entintador de la carátula en los números #62-67. Regresaría para el final de la serie en el #130 (febrero de 1996) donde proporcionó la portada. Los números 60 y 61 formaron parte de un crossover de cinco partes con la serie mensual de Batman, "Lonely Place of Dying" y junto con el número 65, se presentaba el debut del nuevo Tim Drake como el tercer Robin, luego del fallecimiento de Jason Todd, quien ha sido por el momento el único Robin que no formó parte de los Titanes.
Con este breve retorno de Pérez y la incorporación de Tom Grummett, no lograron atraer las ventas necesarias para mantener la historieta, que estaban empezando a caer. Además, la adición de Danny Chase (un psíquico adolescente), obtuvo una respuesta negativa de los fanáticos debido a su actitud abusiva hacia el resto del equipo. Creyendo que Wolfman se había estancado frente al trabajo que había logrado en los días de gloria del cómic en los 80's, DC asignó a Wolfman un nuevo editor, Jason Peterson, y le dio a Peterson autoridad para anular el trabajo de Wolfman sobre la dirección de la historieta.
Con Peterson controlando la dirección de la historieta, la serie fue rápidamente revisada. Wildebeest, un villano que usó representantes y sustitutos para esconder su verdadera identidad mientras atacaba a los Titanes, se expandió como una organización, formando un ejército completo de villanos y se revelarían como un frente para los miembros restantes del grupo de supervillanos conocidos como H.I.V.E. El grupo caería bajo el control del Titán que perdió su cordura, Jericho, y que a su vez estaba siendo poseído por almas corruptas de Azarath. Durante la historia de Titans Hunt que continuó en los números # 71-84, Cyborg sería destruido y reconstruido, junto con una lobotomización que este sufrió; Danny Chase y Arella (la madre de Raven) fueron asesinados y resucitados como el "figuras Gestalt" siendo conocidas como Fantasmas (unas identidades creadas por Chase al comienzo de la serie); mientras que Raven, Jericho y los Titanes Oscuros, aliados de los Titanes, aparentemente serían asesinados. El nuevo personaje conocido como Pantha (basado en los planes para un personaje femenino fallido llamado Wildcat, concebido a mediados de los 80) se unió al equipo, junto con un Deathstroke (temporalmente reivindicado de sus acciones como criminal y convertido en héroe temporalmente) y Estrella Roja. Deathstroke a partir de esta historia también recibiría su propia serie en solitario y el equipo recibió su primer tie-in desde la saga Millennium, como aconteció en laspáginas de New Titans Vol. 1 #80 y que terminó siendo el enlace de la historia de War of the Gods.
Peterson también formó parte del lanzamiento de Team Titans, que presentaba a una nueva döppëlgangër genéticamente modificada (y heroica) de Terra y el regreso de Donna Troy, que llegaba desde la historia crossover Total Chaos. Peterson abandonó la historieta antes de que Total Chaos concluyera, dejando a Wolfman lidiando con las consecuencias de los guiones de Peterson, incluida la ruptura final entre Starfire y Nightwing como pareja, y el regreso de Roy Harper con su nueva identidad como Arsenal luego de superar sus problemas personales debido a su adicción a las drogas y la resurrección de Raven como una villana, debido a que había perdido completamente el control de su lado demoníaco tras una batalla contra su padre.

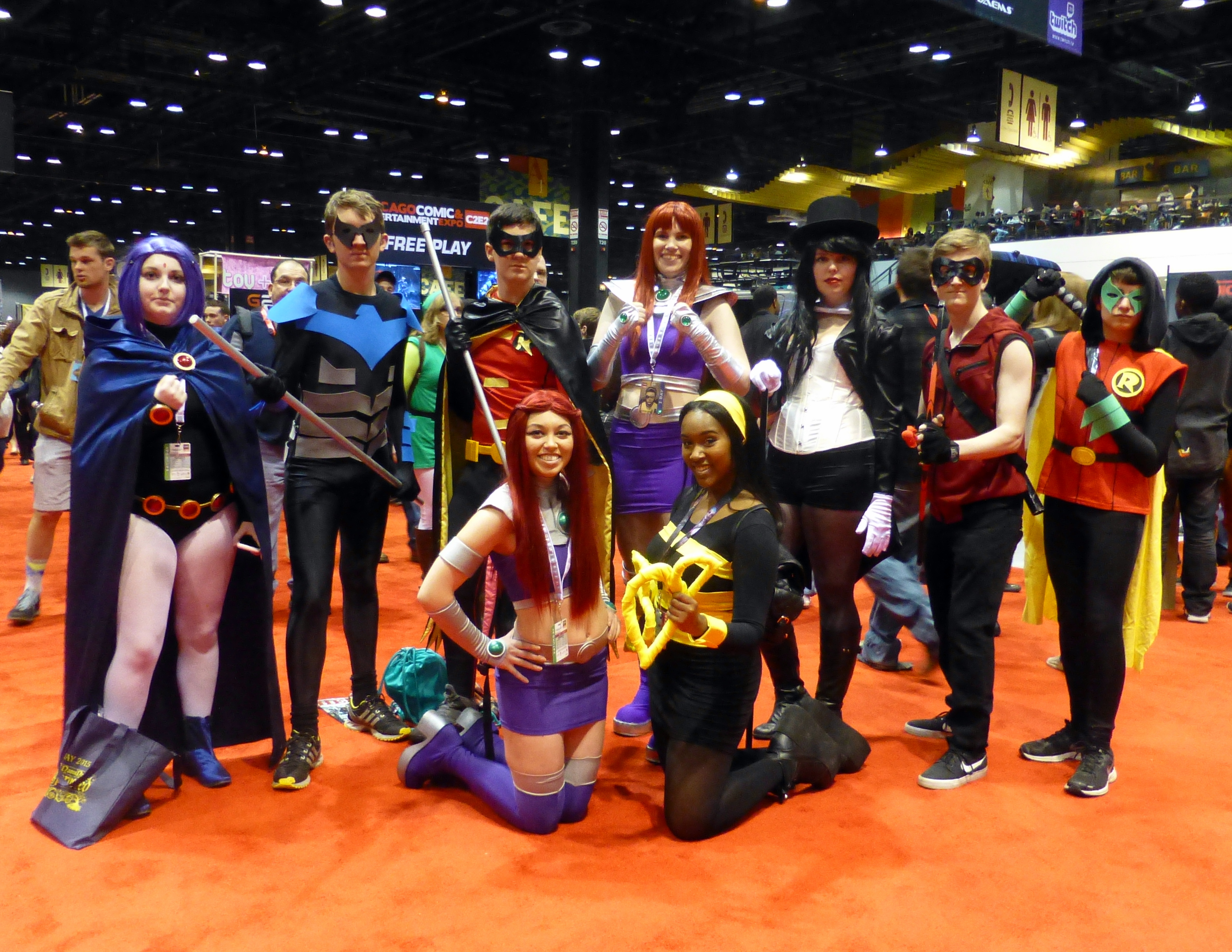
Grupo de costplayers como los Titanes.

#### Nuevos titanes: juegos
En 1989, Marv Wolfman y George Pérez habían comenzado a planear una miniserie en un formato de prestigio especial, y cuyo primer trabajo para la franquicia de los Titanes sería una nueva historia desde que Pérez abandonase el título tras New Teen Titans v2 # 5. El proyecto se tuvo que suspender por años, mientras que esto sucedía, se había decidido que Pérez volviese al título principal como artista, por lo que su proyecto fue, en sustitución, "¿Quién es Wonder Girl?" en su lugar.
Sin embargo, el proyecto no quedó atrás, ya que según palabras expresas de ambos artistas, en el transcurso de 1989 y 1990, George Pérez y Marv Wolfman continuaron concibiendo el trabajo de la historia "Juegos", con gran parte del proyecto completado, aunque sin lograr ser publicado hasta entonces. Pero la ascensión de Jason Peterson como editor de la serie y Pérez abandonando New Titans para trabajar en Marvel con el cómic Infinity Gauntlet, dicho proyecto tuvo que ser archivado hasta entonces. Tuvieron que pasar años para retomar el proyecto, y, principios del 2000, Marv Wolfman y George Pérez regresaron a DC para completar este trabajo, pero ahora, reimaginado como novela gráfica independiente. Este sueño de este proyecto finalmente se hizo realidad, con su desarrollo en 2010 y su publicación en 2011.
En esta historia, King Faraday obligó a los Nuevos Titanes a perseguir a un cerebro criminal que obliga a sus víctimas a jugar "juegos" mortales para su diversión. La historia presenta varios eventos importantes (la muerte de King Faraday y un interés amoroso de Cyborg, llamada Sarah Simms y mostrando a Danny Chase mutilado) haciendo que fuese imposible encajar en el canon, reduciéndolo a una historia paralela de un universo alternativo respecto a la historia de los Jóvenes Titanes.

#### Teen Titans Spotlight On
Debido a la reacción de los fanáticos acerca a edición en tapa dura/tapa blanda cuando salió al mercado directo en torno al título principal, en agosto de 1986, se lanzó una nueva serie de los Titanes titulada, "Teen Titan On Spotlight On", o simplemente Teen Titans: Spotlight. Esta serie fue de antología y contó con historias individuales de los miembros de los Titanes, y que a menudo abarcaban múltiples historias autoconclusivas. La serie también se enfocaría con antiguos miembros del grupo (como Hank Hawk y Aqualad) y la Hermandad del Mal, detallando la formación de la segunda versión del equipo. Como el cambio que suscitó en el mercado directo limitó de manera efectiva la capacidad de las historias de los New Teen Titans para formar parte de varios crossovers de toda la compañía, dos historias de "Spotlight" se vincularon con el crossover Millennium, siendo la segunda historia un tie-in del crossover.
La serie no pudo mantener un nivel estable en ventas tuvo que ser cancelada en 1988 junto con Tales of the Teen Titans.

#### El Crossover inter-editorial DC Comics/Marvel Comics:New Teen Titans y el Uncanny X-Men
Siendo una idea original del escritor y artista de Marv Wolfman y George Pérez, New Teen Titans fue considerada por muchos como la respuesta de DC a la cada vez más popular Uncanny X-Men de Marvel Comics, ya que ambas series aparecen todos con sus nuevos miembros y representan a los héroes jóvenes de ambos medios dispares, cuyo interior tienen en común los conflictos, y que son parte integrante de las series, y de como fue su lucha contra los villanos. Esto conllevaría un cruce inter editorial, en el que ambos equipos se enfrentaron en el legendario crossover de 1982 de un solo especial, fue nombrada, New Teen Titans y el Uncanny X-Men, en la historia titulada, "Apokolips... Ahora", en el que en dicha historia aparecerían Darkseid, Deathstroke el Terminator, Magneto, y Dark Phoenix, en contra de ambos equipos. La historia fue escrita por el escritor de Marvel Chris Claremont y dibujada por Walt Simonson y Terry Austin.

#### Team Titans
Los Team Titans fueron uno de los 100 grupos enviados a través del tiempo para evitar el nacimiento de Lord Chaos, el hijo oscuro de Donna Troy y Terry Long. Su misión era matar a una Donna embarazada antes de que pudiera dar a luz. Mirage, Killowat, Redwing, el döppëlgangër conocida como Terra, Dagon, Prestor Jon y el Battalion formaron este equipo.

### Post-Hora Cero
Después de los acontecimientos de Hora Cero: Crisis en el tiempo, la serie experimentó una renovación: Nightwing fue removido de la serie por los editoriales de Batman y una lista de nuevos héroes jóvenes ingresaron para formar una nueva alineación del equipo: Damage e Impulso. Estos personajes se insertaron en el equipo para intentar renovar el interés por la serie, junto con los sobrevivientes del Team Titans, Mirage y Terra II. En esta etapa de los Teen Titans, contaría por primera vez en su equipo con la integración del entonces el último de los Linternas Verdes Kyle Rayner (que se integró al equipo debido a los acontecimientos de Emerald Twilight que llevó al borde de la locura a Hal Jordan cuando se convirtió en Parallax y lo que lo llevó a su sacrificio en Final Night como acto final de heroísmo al destruir al come-soles, luego de causar problemas en Hora Cero), y donde se convirtió en el primer y único Linterna miembro de los Titanes, por lo que también sería incluido en el título y que ocasionalmente se le dio un romance breve con Donna Troy (historia que continuó en la series mensuales de Linterna Verde y Darkstars, cuando Donna se incorporó al equipo concebido por los Controladores), además de que sirvió para limpiar la triste pérdida de Donna, cuyo matrimonio con Terry Long había colapsado al ser este último asesinado en las páginas de los Teen Titans antes de la cancelación de dicha historieta. Sales vio un inminente colapso de la serie y, a pesar de varios crossovers ocasionales con otros títulos mensuales (tales como Damage, Green Lantern, Darkstars y Deathstroke), la serie se canceló finalizando con el #130. El final de la serie vio el regreso de la hermana de Starfire, Blackfire, como una aparente aliada, ya que los Titanes purgaron a Raven del mal que existía en su interior una vez más para evitar que Raven y el Imperio Citadel revivieran el sistema estelar Vega.

#### Teen Titans Vol.2 (1996-1998)
Un nuevo comienzo del equipo permitió una nueva serie sobre los Teen Titans, y sería por Dan Jurgens. Comenzando en 1996 con un nuevo #1 (octubre de 1996), con George Pérez como entintador para los primeros 15 números. Atom, siendo la encarnación del profesor Ray Palmer, reunió a un grupo de nuevos metahumanos adolescentes, en su tiempo por el cual producto de una serie de eventos personales con un experimento tras lo ocurrido en Hora Cero, lideraría a un nuevo equipo (compuesto por nuevos miembros, en los que incluía a Prysm, Joto, Risk y Argent). Roy harper, ahora conocido como Arsenal colaboró con el profesor Palmer como mentor al comienzo. La serie sufrió una cancelación en sus dos años de duración finalizando en septiembre de 1998.
Durante el transcurso de la serie, se realizó un concurso en las páginas de cartas para determinar quién se uniría al equipo. Uno de los candidatos, fue Robin (Tim Drake), quién se había ganado la votación, pero los editores de los títulos de Batman prohibieron su aparición, lo que obligaría a que Jurgens utilizase a Capitán Marvel Jr. en su lugar. Su inclusión no pudo aumentar las ventas lo que llevó a que la serie fuese cancelada.

#### TitansVol.1 (1999-2002)
El equipo base de los años 80 regresó inicialmente para una serie limitada de tres números, titulada JLA/Titans: The Technis Imperative,, que presentaba a casi todos los titanes que han formado parte del equipo original y que mostraba el regreso de Cyborg con un nuevo diseño dorado envuelto con tecnología proveniente de un metal líquido llamado "Omegadrome", basada en la armadura dada por el antiguo titán, Minion. Esto condujo posteriormente a la serie Titans, escrita por Devin K. Grayson, Justamente, esta serie comenzaría con Titans: Secret Files #1 (marzo de 1999).
Este equipo consistió en Nightwing, Troia, Arsenal, Tempest, The Flash, Starfire, Cyborg, Changeling, Damage y Argent. Un nuevo miembro, a petición de Wally West, es aceptada Jesse Quick, quién es la hija del que fuese miembro de la JSA, Johnny Chambers y su esposa, Liberty Belle (Libby Lawrece Chambers). Este equipo tuvo apariciones durante 50 números hasta el 2002, cuando fue cancelada dicha serie. La rama de la costa oeste del equipo, Titanes Los Ángeles, o conocidos también como Titanes Oeste, apareció tan sólo una vez, en las páginas de Titans Secret Files #2.

##### Justicia Joven(1998-2003)
Entre los Teen Titans y Titans, se gestaba una nueva generación de jóvenes héroes, que fue moldeado con la creación de un equipo que sería conocido como Young Justice (un cómic que sirvió de Spin-Off de Titanes), un equipo que surgió como resultado de los eventos conocidos como Justice League: World Without Grown-Ups (traducido del inglés, Liga de la Justicia Un mundo sin adultos), escrito por Todd DeZago, y formado por Superboy (Conner Kent), Robin (Tim Drake), Impulso (Ex-Titán bajo la supervisión de Ray Palmer), la nueva Wonder Girl, Secret y Arrowette. Las dos series concluyeron con la serie limitada de tres números, titulada, Titans/Young Justice: Graduation Day, que daría lugar a dos nuevas series: Un nuevo volumen de los Teen Titans y otro de los Outsiders.

#### Teen TitansVol.3, 2003-2011 yLos OutsidersVol.3 (2003-2007)
El célebre escritor de cómics, Geoff Johns, trabajaría en la nueva serie de los Teen Titans, que comenzó en 2003, luego de que se presentase la miniserie de tres números titulada Titans/Young Justice: Día de graduación, en donde se presentaría la muerte de Donna Troy y Lilith, junto con la disolución de las series Titanes Vol. 1 (1998-2002) el cómic de la Young Justice (1998-2003). El relanzamiento se produjo poco después del debut de la caricatura de los Teen Titans en Cartoon Network y se reflejó gracias al deseo del director ejecutivo de DC Comics, Dan DiDio, por renovar y revivir el concepto de los Titanes como una de las principales franquicias de DC. Al mismo tiempo, se lanzaría como serie complementaria, una versión revival de otro equipo, "Los Outsiders", una encarnación que continuó el legado de la serie "Titans" pero que continuaba lo que dejó el último número de los Marginales, siendo esta última, una renovación, ya que incluía a Nightwing y Arsenal, junto antiguos miembros de los Titanes (como el Captain Marvel Jr. y a Starfire, aunque la princesa tamareana rápidamente estuvo más en contacto con los nuevos Teen Titans, bajo su rol de mentora junto a Cyborg, la rejuvenecida Raven y Beast Boy).
En cuanto al tercer volumen de los "Teen Titans", la nueva serie presentaba a varios de los principales héroes adolescentes miembros de Justicia Joven, tales como: Robin (Tim Drake), Superboy (Conner Kent), Wonder Girl (Cassie Sandsmark), Impulso (ahora con el manto como el nuevo Kid Flash), mientras que la figura de mentores recaía en Starfire, Cyborg, y Changeling (ahora rebautizado de nuevo como Beast Boy para reflejar la influencia de la serie animada). La ahora rejuvenecida Raven posteriormente se incorporaría al equipo, renaciendo en un nuevo cuerpo adolescente, al mismo tiempo mientras Jericho regresaba, quien había regresado de la muerte al poseer alojarse en el interior de la mente de su padre Deathstroke.
Con la serie animada, se renovó el interés hacia los Titanes, sin embargo, fue evidente que atrajera fuertes críticas debido a los cambios en las personalidades de los diversos personajes de Young Justice. En particular, la decisión de tener Impulso, el cual adoptaría la identidad como el nuevo Kid Flash y la decisión de deshacerse de su personalidad despreocupada en favor de una personalidad más seria fue lo que armó la polémica con la nueva etapa con Johns/McKone. La serie, bajo la escritura de Geoff Johns, también retomó dramáticamente el origen de Superboy con una importante revelación, en la que se volvía a retomar la idea de que era un clon híbrido basado en el ADN combinado de Superman y Lex Luthor.
Bajo Geoff Johns, los Teen Titans estuvieron al frente en medio de los acontecimientos que condujeron al evento de DC Comics denominado Crisis Infinita. Durante la introducción en dicho crossover, Donna Troy resucitaría en una miniserie crossover de cuatro partes con los Outsiders llamada "The Return of Donna Troy", mientras que Superboy y Cassie Sandsmark se convirtieron en novios. Durante Crisis Infinita, Superboy sería asesinado por su döppëlgangër malvado Superboy Prime, Cyborg sería severamente dañado por las fuerzas cósmicas desatadas por Alexander Luthor Jr., Starfire estuvo varada y perdida en el espacio con varios otros héroes terrícolas y alienígenas, mientras que Kid Flash se perdería en la Speed Force, emergiendo como adulto temporalmente con el uniforme de su abuelo Barry Allen, tras un intento fallido de detener a Superboy Prime en dicha dimensión.

#### EnUn año después
En Un año después hay un salto en la línea de tiempo después de Crisis Infinita.
Tim Drake ha regresado a los Jóvenes Titanes después de un año de viaje con Batman y Nightwing. Sintiéndose abandonado por Robin que siguió a la muerte de Superboy, Wonder Girl se ha salido del equipo y ha estado trabajando exclusivamente, luchando contra la Hermandad del Mal. Starfire está perdida en acción, después de no haber vuelto de su labor en el espacio. Raven y Chico Bestia se han separado. El paradero de Raven es desconocido, aunque se rumorea que está en Rusia, y Chico Bestia ha dejado a los Titanes para unirse a la nueva Patrulla Condenada. Unidos a la Patrulla Condenada están Bumblebee de los Titanes anteriores y Heraldo (renombrado Vox). Arsenal se dice que está actualmente en una isla con Connor Hawke. Kid Flash, que había crecido, madurado y perdido sus poderes, esta " retirado" (según Robin) y se ha vuelto el tercer Flash ahora. Cyborg está dañado e inactivo desde su retorno del espacio, pero los genios de dieciséis años de edad los hermanos gemelos Wendy y Marvin, lo han reparado y dado nuevas habilidades.

##### Post-Crisis Infinita y 52: La III Guerra Mundial
Después de los eventos de Crisis Infinita, los Teen Titans cayeron en un estado de caos. Wonder Girl había abandonado al equipo tras la muerte de su pareja, Superboy, para unirse a un culto que ella creía que podrían resucitar a Superboy, mientras que Robin tuvo ausentarte por un breve período debido a que tuvo que viajar por el mundo junto con Batman y Nightwing. Changeling y Raven intentaron mantener a los Titans unidos, resultando en una campaña masiva de membresías con una convocatoria abierta, permitiéndoles a un gran número de héroes hacer un casting para lograr obtener una membresía, y que estaban llevando a cabo bajo la supervisión de Beast Boy y Raven. Los nuevos miembros incluyeron a Miss Martian, Kid Devil, Zachary Zatara, Ravager (Rose Wilson), la misteriosa Bombshell (a quien le gustaba a Terra I, la traidora que trabajaba para Deathstroke, y que además estuvo trabajando como miembro infiltrada para una organización), el desconocido Young Frankenstein y Osiris, el hijo de Isis y su padrastro Black Ádam (cuando estos últimos gobernaban Kahndaq, previamente a los eventos de 52: La III Guerra Mundial).
Durante este período, Osiris sería expulsado del equipo debido a una campaña de desprestigio lanzada por Amanda Waller, donde ella lo manipuló para matar a un supervillano. La campaña de desprestigio contra Osiris, junto con la guerra entre Black Ádam e Intergang y los sucesos que condujeron la Guerra del mundo occidental contra la dictadura de Kahndaq, y que llevó a Black Adam a declarar la guerra al mundo debido a la muerte posterior de Osiris y su esposa Isis en 52: La III Guerra Mundial, y su subsiguiente batalla contra la comunidad de superhéroes, los Titanes lucharon y perdieron una batalla sangrienta contra el villano, que culminó con la muerte de Terra II y Young Frankenstein. Las muertes llevaron a Beast Boy a renunciar al equipo para unirse de nuevo a la reunificada Doom Patrol junto con Herald y Bumblebee, mientras que Raven se ausentaría para purgar el poder oscuro psíquico de Jericho de las fuerzas oscuras que lo estaban corrompiendo.
Mientras tanto, Robin y Wonder Girl finalmente se reunirían con los Titanes (ahora instalados en San Francisco, California) y ayudaron a frustrar el plan de la titán traidora Bombashell de hacer culpar a Miss Martian como la última topo de Deathstroke en el equipo y permitieron que Raven limpiarse a Jericho de la corrupción Azarathiana que lo había vuelto malvado. El arco final de Geoff Johns en la etapa de la serie, se presentaría a un nuevo equipo villanos-antihéroes, llamados los "Titans Este" cuyo nombre fue usurpado del equipo de Titanes Este original, siendo liderado por Deathstroke y una aparente corrompida Batgirl Cassandra Cain.

##### Cuenta Atrás para Crisis Final y Terror Titans
Poco tiempo después, los eventos relacionados con la historia de Cuenta Atrás, impactarían a los Titanes. Una reciente miembro, proveniente de un universo paralelo (Tierra-3), llamada Duela Dent y Kid Flash (Bart Allen) aparecerían muertos en diferentes circunstancias; mientras tanto, Cyborg dejaría el equipo; y Supergirl se uniría al equipo, mientras que el nuevo Blue Beetle (Jaime Reyes) es invitado a entrenar, pero los dos finalmente desertan del equipo, mientras que Kid Flash y Cyborg se vuelven miembros de la Justice League of America, y Blue Beetle se uniría por accidente a los exmiembros de la antigua Justice League International respectivamente. Igualmente, los miembros restantes de los Jóvenes Titanes se enfrentan con sus versiones futuras, unas versiones adultas corruptas del equipo (llamadas los Titanes del Mañana); mientras tanto, Clock King y el recién creado equipo de los Terror Titans que incluyó a Rose Wilson (la actual Ravager trabajando en un caso infiltrada), terminarían siendo parte de un club clandestino de lucha metahumana perteneciente a la élite de Darkseid, llamada, Dark Side Club, y que lideraba Abuela Bondad.
Después de los acontecimientos de Batman RIP, Robin deja el equipo y Wonder Girl se convierte en la nueva líder del equipo. Red Devil pierde sus poderes después de que Hermano Sangre se los quita. Miss Martian regresaría con varios héroes adolescentes liberados del Dark Side Club. A partir de estas últimas historias, se reforma el equipo: Wonder Girl como líder, la incorporación de Blue Beetle y el ahora impío Red Devil aparece acompañado por Kid Eternity y el nuevo chico llamado Static (proveniente del mundo que acababa de fusionarse con el Universo DC, llamado "Tierra-M", luego de los sucesos de "World's Collide"); también llegaría una nueva Aquagirl, Miss Martian y una nueva inscripción de Bombshell.

##### La noche más oscura
Durante los eventos de crossover Blackest Night, algunos Titanes muertos resucitarían como miembros de los Black Lantern Corps. En la miniserie Titans: La noche más oscura, se formaría un equipo temporal compuesto por Donna Troy, Cyborg, Wonder Girl (Cassie Sandsmark), Starfire, Beast Boy, Kid Flash (Bart Allen) y los nuevos Hawk y Dove, para defender la Torre de los Titanes. En la subsiguiente batalla, la chica que se convierte en Hawk muere después de que su predecesor, Hank Hall, le arrancase el corazón. Al final del crossover de La noche más oscura, Hank Hall sería uno de los resucitados y reanuda su asociación con la nueva Dove. En la serie principal, Ravager (Rose Wilson) y Jericho luchan contra su padre Deathstroke brevemente, hasta que terminan uniéndose para contraatacar contra los miembros muertos de la familia Wilson, que reaparecen igualmente resucitados como Black Lanterns.

##### Otras historias secundarias
Durante este tiempo, varias historias secundarias comienzan a publicarse en la serie: una e ellas, llamada "The Coven", protagonizada por Black Alice, Zachary Zatara y Traci 13, más tarde, una de ellas sería protagonizada por Ravager (Rose Wilson).
Las historias posteriores involucrarían la corrupción de Wonder Girl a manos de varios personajes y cuyos factores se vinculan con historias diseñadas para tratar la polémica desatada sobre las actitudes abusivas del personaje hacia sus compañeros de equipo luego de los sucesos de Crisis Infinita, Kid Devil resulta asesinado en batalla, mientras que Kid Eternity revela que fue golpeado hasta la muerte por el Calculador después de que este lo secuestrara.
JT Krul se convirtió en el escritor del volumen 3 desde el número 88 y el dibujante Nicola Scott se convirtió en el artista de la historieta. El avance de las historias muestra una alineación con el regreso de Superboy (recientemente reanimado y vuelto a la vida luego de lo acontecido en Crisis Final: Legión de 3 mundos), junto a Wonder Girl (que empezó a tomar distancia de Conner Kent para tener su tiempo a solar luego del mencionado incidente), Raven, Beast Boy (este último estaba explorando una relación con Raven), KidFlash (Bart Allen) (que había vuelto a la normalidad luego de haber experimentado la adultez producto de su tiempo en la Speed Force) y Ravager. Los Titans se sometieron a este cambio de miembros desde el número 87, y la última historia antes de la llegada de Krul como escritor de la serie. Luego de encontrarse en una misión viajando a una dimensión alternativa para rescatar a Raven, el equipo se dividió. Bombshell y Aquagirl se ausentan en acción, Miss Martian queda en coma y se ve a un Static impotente que se va con Cyborg a los laboratorios Cadmus para poder encontrar una manera para restaurar sus poderes.
Damian Wayne, el actual Robin, fue anunciado como un nuevo miembro del equipo, y aunque los miembros ver su actitud arrogante e impotente, se niegan a aceptarlo, por lo que al final a regañadientes de Nightwing quien por aquel momento mantiene el manto como el Batman actual, se une oficialmente al #89 a pesar de que Damian estuvo a punto de dejar el equipo para trabajar por su cuenta. Se anunciaría más tarde una serie en solitario para Static. En enero del 2011 meses antes para el reinicio de continuidad por la iniciativa de lo que sería Los Nuevos 52, uno de los últimos Titanes en unirse, llamada Solstice debutó en enero de 2011 con Wonder Girl en una historia de un solo tomo. Ella ingresaría al título principal de los Teen Titans después del crossover con la serie Red Robin, cuando veríamos que Tim Drake se estrenaba con nueva identidad. Durante este crossover, Tim pide ayuda a los Titanes para rastrear al Calculador después de que él tratase de matar a un amigo suyo, Tam Fox. Tim se une al equipo oficialmente como Red Robin, pero Cassie seguiría siendo la líder. Después de esto, Damian deja voluntariamente el equipo a pesar de que Tim no deseaba que abandonase el grupo, puesto que estaba al tanto de la petición de Dick de que este debía permanecer con ellos para que tuviese algo de sociabilidad para trabajar en grupo.
La historieta finalizaba con una historia de tres partes que abarcó los números del 98 al 100, en la que Superboy Prime regresaba para destruir al equipo. Llegarían un gran grupo de antiguos Titanes y finalmente la serie terminaría con Prime atrapado en el Muro de la Fuente, aparentemente quedaría toda la eternidad, hasta los sucesos de Brightest Day, cuando por fin regresó a Tierra Prima, su hogar. El resto de la edición consistió en piezas de arte que mostraban a varios de los Teen Titans que aparecieron junto a la encarnación de dicho título, aportados por varios artistas de DC.

#### Titans Vol. 2 (2008-2011)
Un segundo volumen con los miembros originales de los Teen Titans en su versión adulta, titulada Titans, se lanzó para el mes de abril de 2008 con fecha en la portada de junio de 2008, que fue escrita por Judd Widnick. El primer número fue dibujado por Ian Churchill y Norm Rapmund y el segundo por Joe Benitez y Victor Llamas. La historia de apertura siguen los acontecimientos del especial de un solo número de los Teen Titans Este lanzado para el mes de noviembre de 2007, revelando que el equipo de Cyborg sobrevivió al ataque que se presentó en esa historia, excepto Power Boy, uno de los nuevos titanes muertos de ese momento luego de ser empalado. Para la nueva alineación del equipo se tuvo en cuenta a los antiguos Jóvenes Titanes formado por Nightwing, The Flash (Wally West), Donna Troy, Chico Bestia, Raven, Cyborg, Red Arrow y Starfire (donde Raven, Chico Bestia, Cyborg y Starfire alternaban al comienzo con el equipo nuevo de Titanes como mentores, quedando tan sólo Raven Chico Bestia y Cyborg antes de incorporarse a la segunda serie de manera completa).
En la primera historia de la serie, Trigon regresa y realiza una serie de ataques contra cada miembro, antiguo o reciente, de cada uno de los Teen Titans, y Trigon aparece con "otro niño" que resulta ser otro de sus hijos, y que, a diferencia de Raven, está dispuesto ayudarlo en su conquista y sus respectivos ataques. Después de reclamar la Isla de los Titanes y establecer una sede en East River, Cyborg se dispone a crear un equipo de Titanes de la costa Oeste (Titanes Oeste). Durante una sesión de entrenamiento, el equipo fueron asesinados por una fuerza invisible. Aunque Cyborg logra sobrevivir, los miembros de Titanes del pasado y del presente son atacados por entidades demoníacas de todo el mundo. Raven, sintiendo la presencia de Trigon una vez más, llama a sus antiguos camaradas Titanes para vencer a su diabólico padre una vez más.
Después de rescatar a varios Titanes e interrogar al mismo Trigon, los Titanes descubren que los tres hijos de Trigon han preparado una segunda invasión para él. Estos tres medios hermanos de Raven, Jacob, Jared y Jesse son los responsables. Trabajando en equipo, los Titanes frustran los planes a los Hijos de Trigon y detienen el plan de invasión de Trigon. Después de esta aventura, Raven elige a su familia adoptiva por encima de su familia biológica, Red Arrow decide unirse a sus antiguos compañeros de equipo (aunque tanto él como Flash conservarían su membresía con la Liga de la Justicia) y los Titanes volvieron a estar juntos como equipo.
Después de este suceso, el equipo se instala en una torres de los Titanes (cuya base sede sería la ciudad de Nueva York) para poder recuperarse tras los eventos anteriores. Mientras Dick y Kory intentan tomar una decisión sobre a dónde los llevará el final de su relación, Raven y Beast Boy salen en una "fecha imprevista". Durante estos eventos, Raven revela que desde que se enfrentó a sus hermanos, ha comenzado a sentir que está perdiendo de nuevo el control de su lado humano y está volviendo a caer bajo la influencia de su padre. Aunque Beast Boy rechaza esta idea, él se muestra inesperadamente ciego ante estos sucesos cuando Raven cede a su lado más oscuro, bajo la influencia de la persuasión de su medio hermano. Utilizando sus poderes de teletransportación, ella y los hijos de Trigon desaparecen, dejando a un Chico Bestia angustiado buscando advertir a los demás. Como resultado, usando una piedra preciosa que lleva la esencia pura de Raven dentro de ella, los Titanes liberan a Raven del mal de su padre.
Luego de este hecho, Jericho llega, pidiendo desesperadamente ayuda para separarse del cuerpo de Match. Jericho siendo un prófugo de la ley, termina luchando contra los Titanes. Él, que se encuentra bajo el control de numerosas personas a las que ha tomado el control a lo largo de los años producto de su corrupción debido a su reciente contacto con seres de la oscuridad de Azarath. Nightwing renuncia a los Titanes debido a sus nuevas responsabilidades en Gotham como el nuevo Batman.

##### El día más brillante: Titans, villanos de alquiler
Con un anuncio hecho en la Comic-Con de 2010, se declaró que Cyborg, Donna Troy y Starfire dejarían el equipo para unirse a la Liga de la Justicia de América, gracias a la invitación hecha por Hal Jordan el Linterna Verde del equipo. Red Arrow, con su hija Lian, dejaron el equipo para mudarse y retirarse de su carrera heroica, por lo que ya no estaría involucrado con los Titanes, por lo que la serie se enfocaría en él desde el número 23 en adelante, después de los sucesos de la miniserie Justice League: Cry for Justice #5. Luego de una serie de historias secundarias como consecuencias de la saga Final Crisis Aftermath: Ink, Eric Wallace y Fabrizio Fiorentino, el equipo creativo de Ink, se hicieron cargo. Deathstroke pasó a ser miembro de este equipo, al reformarlo como una banda de mercenarios a sueldo, junto a Tattooed Man y Cheshire.
Uno de los nuevos miembros incluía a Carla Monetti, también conocida como Cinder, una joven pelirroja con la capacidad de manipular fuego. Osiris, miembro breve de los Titanes tras los acontecimientos de Un año después y luego de ser revivido tras los eventos de Blackest Night, apareció como miembro de esta versión corrupta del equipo. En el último número de la serie limitada, Justice League: The Rise of Arsenal (publicado como un solo cómic especial) terminó con un anuncio en el que se decía que la historia de Arsenal continuaría.
El equipo debutó en una historia de un solo número, titulada, Titans: Villains for Hire, donde son contratados para asesinar a Ryan Choi (Atom) en su casa de Ivy Town. La historia rápidamente se convirtió en una historia controversial debido a la violenta muerte que le dieron a Choi. Las acusaciones de insensibilidad racial acosaron a DC por la decisión de matar a un personaje asiático con un perfil relativamente alto.
Después de este número único especial, con la historia inaugural del equipo ya lanzada, fueron contratados para asesinar a Lex Luthor luego de los eventos de la "La Guerra de los Superhombres". Esto se revelaría como un truco creado por Lex Luthor y Deathstroke para atrapar al verdadero asesino, un cambiaformas llamado "Facade", que aparentemente había matado y había representado a una mujer con todos sus detalles al lograr traspasar la seguridad de las oficinas de Lex Luthor.
Después de varias aventuras, los Titanes se enfrentarían a Ray Palmer y a la Liga de la Justicia por su participación en el asesinato de Ryan. Los Titanes casi serían derrotados, pero logran escapar gracias a una intervención de la recién resucitada Isis. Después de la batalla contra la Liga de la Justicia, la serie de los Titanes concluyó con una historia de dos partes que vio el regreso de Jericho aparentemente recuperado de sus secuelas de su influencia del lado oscuro. La serie terminó con Arsenal luchando contra Slade por el control del equipo y estos corruptos Titanes finalmente se disolvieron, tomando Arsenal a Jericho a su lado, dejando a Slade solo una vez más.

### Los Nuevos 52/DC: Renacimiento

#### Los Nuevos 52: Teen Titans Vol.4 (2011-2014); Ravagers Vol.1 (2012-2013); Teen Titans Vol.5 (2014-2016); Miniserie Titans Hunt, (2015-2016)
Con la iniciativa de relanzamiento editorial y de continuidad de Los Nuevos 52, DC Comics en noviembre del 2011 relanzó la serie mensual de los Teen Titans con un nuevo #1 (con una portada con fecha de noviembre de 2011), escrito por Scott Lobdell y con el exartista de la Liga de la Justicia Brett Booth proporcionando el dibujo de interiores del contenido del cómic. El relanzamiento fue muy controvertido, ya que fue diseñado originalmente como una continuación directa a la serie anterior de los Teen Titans antes de que Dan DiDio declarase que se había eliminado gran parte de la historia anterior para la nueva continuidad, ya que se explicaría que nunca existieron todas las encarnaciones previas a los Titanes; esto, y a pesar del hecho de que los primeros números de la serie de 2011 (así como otras series como "Red Hood y los Outlaws" y "Batwoman") mencionaban explícitamente a los equipos anteriores de Teen Titans.
El nuevo equipo estaría formado por Tim Drake con un traje rediseñado para la ocasión, ahora rebautizado como "Red Robin" de tiempo completo, para proteger a los héroes adolescentes de un villano conocido como Harvest y su organización "N.O.W.H.E.R.E.". Una historia recurrente durante el 2011 al 2014, fue precisamente Harvest, que intentaba secuestrar a jóvenes héroes metahumanos para experimentar con ellos y luego esclavizarlos, como parte su plan villano para la dominación mundial.
La serie de 2011 a 2014 presentó varios crossovers, como el arco titulado "The Culling", en el que se hizo que el equipo conociera a la Legión de Super-Héroes, así como también su cruce con la historia de la batifamilia, denominada "The Death of the Family", en el que se centró con una reunión con Batgirl, Red Hood (el Outlaw), y Red Robin con los Titanes, y se muestra de como el Joker secuestró a Red Hood y a Red Robin. El número de 2012 "Mes Cero" proporcionó un nuevo origen de Los Nuevos 52 a Tim Drake, que lo reformuló como un joven hacker informático que fue adoptado por Batman para protegerlo de las represalias del Pingüino.
La serie de 2011 a 2014 escrita por Scott Lodbell, recibió fuertes críticas negativas, aunque el personaje creado por Lodbell, Bunker, fue el contraste de la serie al ser recibido positivamente por los fanáticos de las minorías LGBTi. La crítica incluyó la sinuosa historia de Harvest/N.O.W.H.E.R.E., y un arco que reveló que el supuesto Kid Flash (BarTor) (al igual que su homólogo Bart Allen antes de los Nuevos 52), provenía del futuro, y que tuvo un pasado (futuro en este caso previo a su reunión con estos Titanes) criminal donde fue tratado como un terrorista futurista, un cristiano fundamentalista que buscó redención y refugio en el siglo XX, eliminando la tradición de la franquicia. La relación del personaje de Raven y Trigon suspendida originalmente por Lobdell, pero los personajes fueron traídos de vuelta debido a la demanda de los fanáticos al ser rejuvenecidos y con algunos cambios poco significativos respecto a su origen anterior. La serie de 2011 también engendró un spin-off de corta duración, titulada, Los Ravagers, resultado de un cruce entre Los Ravagers liderada por Rose Wilson y Caitlin Fairchild, en el que se presentó durante diez números e incluyó a un Beast Boy de piel roja (un intento por renovar erróneamente al personaje que volvería a poser su piel característica más adelante), a Terra y al personaje de WildStorm, Caitlyn Fairchild de Gen 13 en unos roles como personajes principales.
La serie de los Teen Titans tuvo que ser relanzada en el mes de julio de 2014, durante los acontecimientos del evento conocido como Convergencia bajo la iniciativa DC You" (una iniciativa de Los Nuevos 52 para reavivar el interés por la series de esta etapa), con un nuevo #1 con Will Pfeifer como escritor. La serie continuó con los mismos personajes principales del anterior volumen, pero ignoró los eventos del spin-off de los Ravagers, presentando a Beast Boy finalmente de vuelta con su color verde y recuperando las características que tuvo en la serie animada. La serie también agregó una versión afroamericana de la superheroína Power Girl a la lista, llamada Tanya Spears (una joven genio adolescente protegida de la Power Girl original).
Debido a la reacción que se desarrolló contra la eliminación de las encarnaciones previas de los Titanes (y el efecto dominó que tuvo sobre personajes como Nightwing y Donna Troy, debido a las historias narrada en el caso del primero en Red Hood y lo Outlaws y en el segundo caso acerca lo acontecido en la página del cómic de Wonder Woman), DC lanzaría una nueva miniserie llamada "Titans Hunt", en el que se restauró la versión original de los años 1960 de los Titanes al canon actual. En esta serie se muestra que todo los recuerdos de los Titanes originales fue borrado por Lilith, para poder proteger al equipo del primer villano que los titanes enfrentaron durante el cómic de The Brave and the Bold Vol. 1 #54, y que dicha historia también fue revisada, puesto que el enfrentamiento Mr. Twister fue replanteado para dicha ocasión. También se alude a las nuevas alteraciones causadas a la realidad en el Universo DC (debido a los acontecimientos de Flashpoint); estos eventos serían recogidos en la iniciativa DC: Renacimiento, comenzando una semana después de lo acontecido en Titans Hunt, restaurando la presencia de Wally West pelirrojo al canon, junto con varios aspectos de la continuidad del pre-Flashpoint.

#### DC: Renacimiento: Teen Titans Rebirth Vol.6 2016-presente y Titans Rebirth Vol.3 (2016-presente)
A partir de junio de 2016, siendo parte del relanzamiento DC: Renacimiento, se presentan a dos equipos de Titanes: el primero, formado por la revista de los Titans Vol.3, con Nightwing (líder, luego de pasar su momento como el agente 37 en la organización Spyral y su fingida muerte tras lo acontecido en la Trinity War), The Flash III (el Wally West, original luego de estar atrapado en la Speed Force por culpa del Doctor Manhattan), Lilith, Arsenal, Donna Troy, Bumblebee y Tempest; y el quinto volumen de lo Teen Titans, contando con el actual Robin (Damian Wayne como líder de equipo), el afroamericano y primo del Wally West original, Wally West II como Kid Flash IV, y Jackson Hyde como el más nuevo Aqualad, el regreso a la alineación de Beast Boy, Starfire y de Raven (esta última entre el final de la última serie y la actual, tendría dos series limitadas). El escritor de los Titanes, Dan Abnett, confirmó en una entrevista a Newsarama que los personajes de los Titanes Hawk y Dove, Herald, Gnarrk y otros, irían apareciendo también conforme avance las dos nuevas series.l. Después del evento denominado como The Lazarus Contract, Wally West II sería temporalmente despedido de los Teen Titans uniéndose a Defiance como infiltrado, para averiguar los planes de su aparente redención de Deathstroke, y financiado por la exesposa de Slade, Adeline Kane sobre su versión de los Titanes, cuya historia concurre en la páginas de Deathstroke. Sin embargo, Wally West II regresaría a los Teen Titans desde el número #14. Con otra serie de apoyo, tanto para los Titanes como para Teen Titans, y la familia de Superman y Batman, una serie proveniente de un Team-Up entre Damian y el nuevo Superboy Johnathan Samuel Kent II, titulada Super SonsVol. 1 #7, Superboy actúa como miembro invitado, hasta el crossover "Titanes del Mañana".

##### DC Universe: New Justice
Como parte de la próxima promoción titulada "Nueva Justicia", DC Comics, ambos equipos estarán sometidos a cambios en formación, con Nightwing, Raven, Steel, Beast Boy y Miss Martian eran la nueva alineación de la serie de los Titanes, mientras Robin (Damian Wayne), Kid Flash, Red Arrow (Emiko Queen) y una hija ilegítima del cazarrecompensas Lobo, llamada Crush, se unirán a los Teen Titans.

## Otros equipos de Titanes

### Los Titanes de Alquiler de Deathstroke
Es un equipo formado a partir de los restos del equipo de Titanes originales cuando abandonaron para dedicarse a otras misiones que no les permitió cumplir como equipo, dejando sólo a Roy Harper alias Arsenal, debido a esto, una vez más, Slade Wilson conforma un equipo luego de los sucesos de la miniserie limitada Rise and fall y Justice League: Cry For Justice, y que aparece vinculado como un lejano tie-in del evento conocido como Brightest Day, ya que tuvo como objetivo como prioridad inicial, asesinar al actual Átomo (Ryan Choi), luego de la separación por distintos caminos de los Titanes adultos debido a que unos fueron convocados para formar una nueva Liga de la Justicia liderada por Hal Jordan, a su vez, quedando como único miembro, Roy Harper, se produce el asesinato de Atom (Ryan Choi). Má tarde, luego de misiones como mercenarios, tiene lugar una misión con el objetivo de asesinar a Lex Luthor, que al final terminan por descubrir al verdadero autor intelectual.
Este equipo está conformado por:
- Osiris: Amon Tomaz, Hermano menor de la Antiheroína Isis, y exmiembro de los Teen Titans y protegido de Black Ádam.
- Cheshire: Jade Nguyen, una villana Kunoichi asesina a sueldo, casual amante de Arsenal, y enemiga de los Titanes.
- Arsenal: Roy Harper (Ex-flecha Roja y Speedy)
- Deathstroke: Slade Wilson, conocido mercenario Antihéroe y villano, enemigo de los Titanes y Batman.
- Tattooed Man: Mark Richards, un antiguo Marine de lo EE. UU., que terminó metido en problemas como asesino a sueldo.

## Miembros de los Jóvenes Titanes
Fundadores:
- Robin/Nightwing (Dick Grayson) (Líder original)
- Kid Flash/The Flash III Wally West I
- Aqualad I/Tempest (Garth)
- WonderGirl/Troia/Darkstar(Donna Troy)

Miembros posteriores:
- Speedy/Arsenal/Red Arrow I (Roy Harper)
- Guardian/Vox/Heraldo (Mal Duncan)
- Lilith/Omen (Lilith Clay)
- Bumblebee (Karen Duncan)
- Hawk y Dove Hank Hall (Hawk) y Don Hall (Dove)
- Aquagirl (Tula de Atlantis)
- Gnarrk (John Gnarrk)
- Hija del Joker/Harlequin II (Duela Dent) ???

Miembros que llegaron como los "Nuevos Teen Titans" (formación clásica):
- Raven (Rachel Roth)
- Chico Bestia (Garfield Mark "Gar" Logan)
- Starfire (Koriand'r)
- Cyborg (Victor Stone)
- Jericho (Joseph Wilson)
- Terra I (Tara Markov) - Descubierta su infiltración y traición, en "The Judas Contract".

Otros miembros notables:
- Robin III/Red Robin (Tim Drake)
- Kid Devil (Edward Bloomberg)
- Ravager (Rose Wilson)
- Wonder Girl (Cassie Sandsmark)
- Superboy (Conner Kent)
- Aqualad II (Jackson Hyde)
- Kid Flash II (Bart Allen)

Adiciones Los Nuevos 52/DC: Renacimiento:
- Robin (Damian Wayne)
- Kid Flash III (Wally West II)
- Solstice (Kiran Singh)
- Bunker (Miguel Jose Barragan)
- Skitter (Celine Marjorie Patterson)
- Power Girl II (Tanya Spears)
- Chimera (Ra’ut L’lwer)
- Danny La Calle (Danny)

## Apariciones en otros medios

### Televisión
Series Animadas

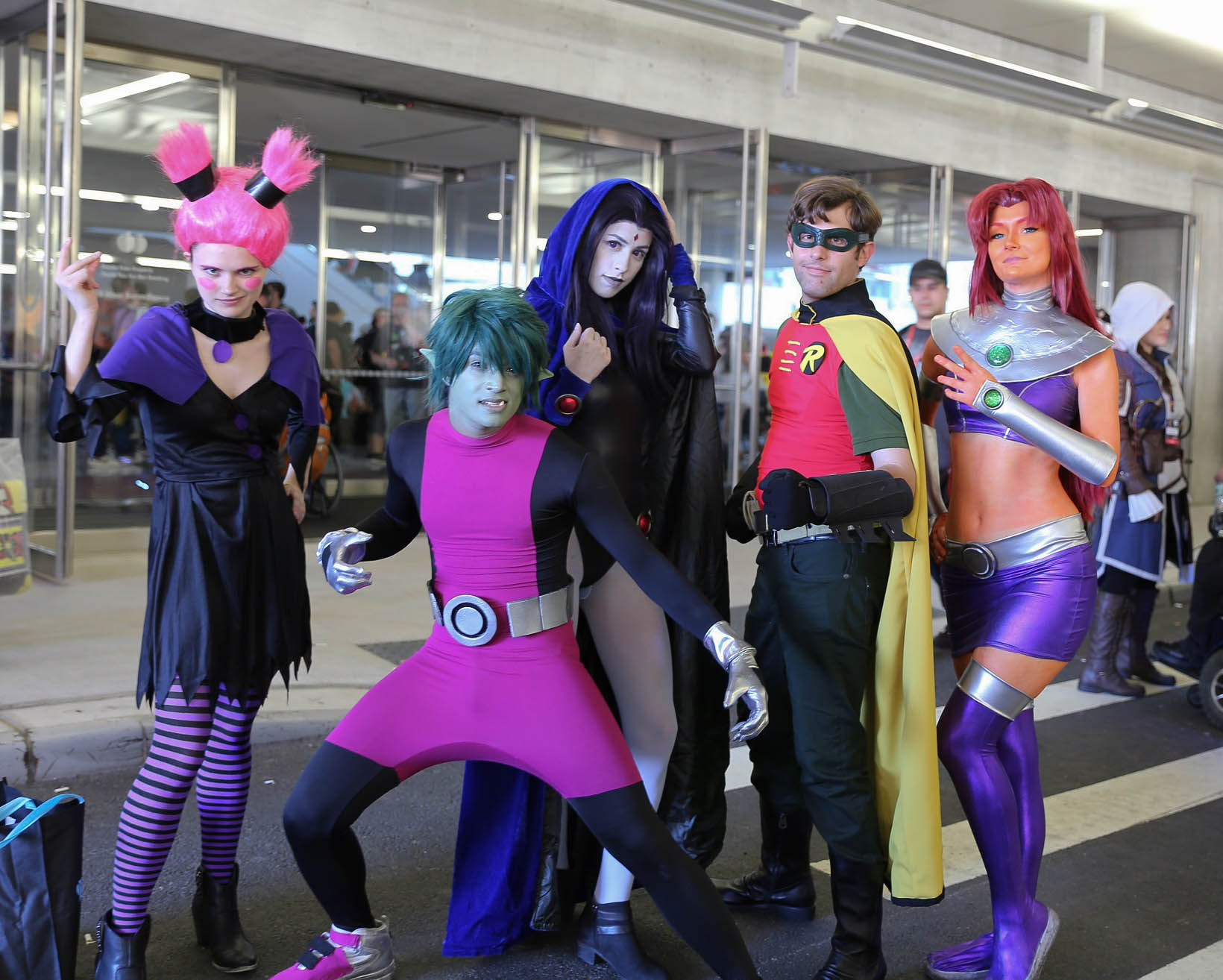
Cosplay de los Teen Titans basados en la serie animada.

- Los jóvenes Titanes han hecho aparición en la televisión desde los años 60, cuando fueron partícipes de unos segmentos de animación en el programa de La Hora de Superman/Aquaman, en tres cortos basados en la formación fundadora de los Titanes, con el reemplazo e Robin por Speedy (Roy Harper) como miembro del equipo, debido a que el personaje de Robin ya venía apareciendo en otras series animadas y la serie de Batman de Adam West.
- Sin embargo, en 2003, finalmente Robin sí haría aparición en la segunda aparición en la televisión de los Titanes, titulada Los Jóvenes Titanes, con la inclusión de la encarnación del equipo de los años 80, formado por Raven, Starfire, Chico Bestia, Cyborg, y Robin en el elenco principal. Adicionalmente, Speedy volvería hacer su aparición, como miembro invitado y formando parte de los Titanes Este. Asimismo, la serie tendría una serie de cortos especiales llamados New Teen Titans de la serie DC Nation, continuando algunas historias no canónicas de la serie.
- A partir del estreno de los cortos en Cartoon Network, se creó un spin-off versión miniatura de los personajes (Chibi), llamada Teen Titans Go!, que presenta una versión más cómica y paródica de los personajes de la serie original, que no sólo critica a la serie anterior con parodias, sino a la cultura pop. Llegó a Cartoon Network Latinoamérica el 2 de septiembre de 2013.
- Batman: The Brave and the Bold apareció una formación basada a la aparición del cómic The Brave and the Bold Vol.1 #54, pero sin ser llamados Teen Titans.
- En el programa animado para Cartoon Network titulado Mad apareció una parodia del equipo, parodiando una escena de la película Titanic.
- La serie animada Justicia Joven sería el resultado por hacer una versión seria del equipo combinando a otro popular equipo de héroes llamados Justicia Joven que tuvo su propia serie de historietas entre 1998 y 2003, y como resultado de ambos equipos se conformó la nueva serie animada, vigente hasta la fecha, luego de sufrir temporalmente una suspensión luego de dos temporadas. Fueron presentados como un equipo de superhéroes adolescentes que realizan operaciones encubiertas bajo la autoridad de la Liga de la Justicia. La alineación de este equipo refleja la variedad de fuentes en las que se basa este programa: Dick Grayson como Robin, Wally West como Kid Flash, Conner Kent como Superboy, Miss Martian, Artemis y Kaldur'ahm (Jackson Hyde) como Aqualad. Más tarde, durante la primera temporada, el equipo se une una joven versión de Zatanna, Rocket y Red Arrow en el equipo. Con la segunda temporada de la serie, Cassandra Sandsmark aparece como Wonder Girl, Tim Drake como el nuevo Robin, Beast Boy, Barbara Gordon como Batgirl, Bumblebee, Jaime Reyes como Blue Beetle, Mal Duncan y Static se unen al equipo. En la tercera temporada del programa, se espera la inclusión de Spoiler, Traci Trece, Cissie King-Jones como Arrowette y el regreso de Arsenal uniéndose al equipo.
- Los Jóvenes Titanes aparecen en DC Super Hero Girls, episodio "#TweenTitans". Son un equipo de superhéroes preadolescentes liderados por Robin. Los otros miembros son Starfire, Beast Boy, Cyborg y Raven.

#### Serie de acción en vivo
- La productora TNT y The CW desde 2014 vienen desarrollando una serie de acción real con actores, con Akiva Goldsman como escritor y Marc Haimes como Dick Grayson/Nightwing, como el líder de una banda de héroes como Starfire, Raven, Oracle y Hawk y Dove. El piloto se fijó para su filmación en Toronto durante el verano.[113][114][115] En mayo de 2015, el presidente de TNT, Kevin Reilly, dijo que esperaban tener el casting listo el verano y que el espectáculo sería "real" desde el punto de vista de los cómics y "pionero".[116] La serie, titulada provisionalmente como Titans and Blackbirds, comenzó a rodarse en Toronto en el verano de 2015.[117] La producción se pospuso hasta octubre.[118] En enero de 2016, se anunció que TNT ya no seguiría adelante con el proyecto.[119][120] En febrero de 2016, Geoff Johns declaró:

"Nosotros [en DC] hemos sabido de [TNT quiso producir Titans ] durante meses, meses y meses. No son nuevas noticias para nosotros. Tenemos planes formales para Titans. Es un gran pieza de DC y aún tenemos planes para desarrollarla"."

En abril de 2017, Warner Bros. anunció que los Titanes Debutarán en 2018 bajo la plataforma digital streaming de DC. La serie sigue siendo desarrollada por Akiva Goldsman, Geoff Johns, Greg Berlanti y Sarah Schechter, y con Goldsman, Johns y Berlanti escribiendo el episodio piloto; todos asimismo son productores ejecutivos de la serie para Weed Road Pictures y Berlanti Productions, con asociación de Warner Bros Television. Titans seguirá a Dick Grayson mientras lidera Starfire, Raven, Beast Boy y otros. Se espera que la filmación de la serie comience en septiembre. Teagan Croft, Anna Diop, Ryan Potter y Brenton Thwaites serán Raven, Starfire, Beast Boy y Dick Grayson, respectivamente. Posteriormente, Alan Ritchson y Minka Kelly fueron elegidos para los papeles recurrentes del dúo de superhéroes conocido como Hawk y Dove.

### Cine

#### Acción Real
- En mayo de 2007, se había revelado que Warner Bros Pictures estaba en el desarrollo de una película de los Teen Titans en la que Robin era primer y único miembro confirmado. Akiva Goldsman y Mark Verheiden se encontraban escribiendo el guion.[124] Desde entonces, el estado actual de este proyecto sigue siendo desconocido, luego de que el 11 de septiembre de 2014, Akiva Goldsman fuese anunciado que estaba desarrollando una serie de televisión sobre los Teen Titans llamada Titans.[125] El portal Heroic Hollywood, el columnista de Forbes, conocido en los medio como El Mayimbe, fue un invitado para un episodio de su web-programa del 13 de octubre de 2015, llamado "Collider Heroes", y allí mencionó que Warner Bros. está desarrollando la película de los Teen Titans con Cyborg y otros personajes, y otra sobre un grupo femenino de héroes.[126]

#### Películas de animación
- La serie de animación de los Teen Titans, produjo una película de animación para televisión, titulada, Teen Titans: Misión Tokyo, como parte del final de la serie.
- Los Titanes fundadores tienen un breve cameo de fondo durante el discurso final de JFK en la película de animación de 2008, Justice League: The New Frontier.
- Los Teen Titans tienen su primera película animada en solitario desde Teen Titans: Misión Tokyo, titulada, Justice League vs. Teen Titans, que es la primera aparición del equipo en la línea de películas originales animadas del DC Universe.[127] La formación para esta versión incluye a Robin (Damian Wayne), Starfire, Raven, Blue Beetle (Jaime Reyes) y Beast Boy. Cyborg no es parte de los Teen Titans en esta continuidad, pero todavía se junta con ellos en ocasiones y en la escena postcréditos insinúa que Nightwing ocasionalmente forma parte del equipo. Se ve a Terra dirigiéndose hacia la Torre de los Titanes en la escena de los créditos medios.
- Más tarde, se proyectaría una película titulada, Teen Titans: The Judas Contract. Marv Wolfman y George Pérez, creadores de The New Teen Titans, fueron asignados para trabajar en la película directa a DVD. La película fue cancelada debido a la falta de un "atractivo amplio de parte de los fanáticos".[128] Sin embargo, en 2017 finalmente se reanudó el interés por dicha película.[129] El 19 de enero de 2017, con las voces en inglés de Christina Ricci y Miguel Ferrer en la voz de Terra, miembro de Teen Titans y del villano mercenario Deathstroke, respectivamente, finalmente dio la luz.[130]
- Los Teen Titans aparecen en Justice League Dark: Apokolips War. Junto con los miembros anteriores y actuales (excepto Kid Flash) que aparecen en Justice League vs. Teen Titans y Teen Titans: The Judas Contract, la alineación también consta de Superboy (presentado en Reign of the Supermen), Wonder Girl (como se presentó en el epílogo de Teen Titans: The Judas Contract), y la encarnación de Wallace West de Kid Flash.
- Debido a la popularidad de la serie de animación, Teen Titans Go!, se estrena en 2018 la película, Teen Titans Go! to the Movies.

### Videojuegos
- Artificial Mind and Movement desarrolló dos juegos de Teen Titans basados en la serie animada de 2003. El primer juego se lanzó en la plataforma Game Boy Advance en 2005, y el segundo juego de Teen Titans se lanzó en 2006 para PlayStation 2, Xbox y GameCube.
- Los Jóvenes Titanes aparecen en DC Universe Online.
- Los miembros de los Teen Titans Nightwing (Dick Grayson), Raven y Cyborg se pueden jugar en Injustice: Dioses entre nosotros. En el capítulo de Green Lantern, los Cyborg y Raven alternativos hacen referencia a ellos mientras torturan al Deathstroke alternativo, donde se menciona que la mayoría de sus compañeros de Teen Titans murieron en Metrópolis cinco años antes. También se revela que Damian Wayne fue responsable de la muerte de Dick Grayson y que finalmente se convirtió en Nightwing de este universo. En el vínculo del cómic, se revela que son Chico Bestia y Chico Flash, mientras que Superboy, Starfire, Chica Maravilla y Red Robin son puestos en la Zona Fantasma por Superman. También hay un DLC incluidas máscaras alternativas para Cyborg, Raven y Deathstroke disponibles que se basan en sus diseños para sus primeras apariciones en la serie de cómics Teen Titans. En el final de Deathstroke, un clan de asesinos formado por él lleva el nombre de los Nuevos Titanes.
- En Injustice 2, Cyborg es un personaje jugable, el personal de Nightwing se puede jugar como una variación de Robin y Starfire se agregó como un personaje DLC. Cyborg menciona en el modo historia que se unió al régimen de Superman para vengar las muertes de Chico Bestia y Starfire en Metrópolis (aunque este último no murió en Metrópolis en el vínculo cómico). En el final de Cyborg, usa sus poderes para traer de vuelta a los miembros perdidos de los Titanes (Superboy, Starfire, Wonder Girl y Red Robin) para ayudarlo a restaurar los miles de mundos que robó Brainiac. En el final de Starfire, ella es la última de los Titanes originales, ya que Dick Grayson y Beast Boy fueron asesinados antes del primer juego, mientras que Cyborg y Raven se unieron al Régimen. Para superar sus pérdidas, forma un nuevo equipo de titanes con Blue Beetle, Firestorm y Supergirl.